# Dłużka (góra)
Dłużka (dawniej niem. Langeberg) – góra ze szczytem na wysokości 745 m n.p.m. znajdująca się w Masywie Śnieżnika w Sudetach, na terenie Śnieżnickiego Parku Krajobrazowego.

## Geografia
Dłużka stanowi środkową bocznej kulminacji trójwierzchołkowego grzbietu odchodzącego od Goworka. Wznosi się na południe ponad Nową Wsią Kłodzką. Wydzielają ją krótki, głębokie doliny rzeki Cieszycy i jej lewobrzeżnego dopływu.

## Geologia
Zbudowana jest ze skał gnejsowych, należących do metamorfiku Lądka i Śnieżnika.

## Roślinność
Porasta ją dolnoreglowy las bukowy i bukowo-świerkowy.

## Inne
Dawniej na grzbiecie łączącym Dłużkę z resztą masywu wznosiły się odosobnione zabudowania, w pobliżu których znajdowały się ślady nieznanych bliżej fortyfikacji ziemnych.